# Anthropogonie
L'anthropogonie est l'étude de l'apparition de l'espèce humaine et de son évolution, en utilisant parfois des mythes.

## Exemples de mythes anthropogoniques
- Les chapitres 2 et 3 du Livre de la Genèse constituent le second récit de la Création qui se situe dans le jardin d'Éden, et correspondent à une anthropogonie à travers les personnages d'Adam et Ève ; ils contiennent des références mythologiques à l'arbre de vie, symbole d'immortalité, et à l'arbre de la connaissance du bien et du mal, symbole du savoir illimité, caractéristiques de Dieu[2].
- Le mythe grec de Prométhée
- Le mythe hindou de Manu
- Le mythe nordique d'Ask et Embla